# Melanothrix sundaensis
Melanothrix sundaensis is een vlinder uit de familie van de Eupterotidae. De wetenschappelijke naam van de soort is voor het eerst geldig gepubliceerd in 1976 door Holloway.